# Joan Margarit i de Requesens
Joan Margarit i de Requesens (Sant Gregori, 1468 - Girona, 21 d'octubre de 1554) fou un religiós que fou president de la Generalitat de Catalunya (1521-1524) i bisbe de Girona (1534-1554). Cal no confondre'l amb el seu antecessor a la seu episcopal, Joan Margarit i Pau.
Ardiaca major de Girona i canonge de Barcelona; arribà a ardiaca de la catedral de Girona el 1494. Va ser nomenat president de la Generalitat el 23 de setembre de 1521 en una segona insaculació, ja que a la primera, feta el 22 de juliol, havia estat extret Lluís de Cardona i Enríquez, però es trobava a Flandes i no va arribar a temps de la presa de possessió. En acabar com a diputat al front de la Generalitat, en 1525, fou president del Tribunal del Breu. Nou anys més tard fou nomenat bisbe de Girona, càrrec que prengué el juliol de 1534, quan era ardiaca major i canonge d'aquesta església. Com a tal manà imprimir el missal diocesà en 1546 i el ritual en 1550. A la seva mort fou enterrat a la catedral que presidí.